# International Alliance for Mountain Film
L'International Alliance for Mountain Film - IAMF, associazione costituita a Torino il 5 febbraio 2000 nella Sala degli Stemmi del Museo Nazionale della Montagna Duca degli Abruzzi, ha quale scopo la promozione, la valorizzazione, la difesa e la conservazione della cinematografia di montagna attraverso un lavoro comune e una collaborazione tra i membri. Ne fanno parte Festival di cinema, Musei ed Enti che si occupano del film di settore .
Attualmente conta 26 membri, in 19 paesi, di 5 continenti: 25 festival e il Museo Nazionale della Montagna di Torino, dove l’IAMF è stata fondata e ha sede.
Ne fanno parte i seguenti festival :
- Autrans (Francia) - Festival international du film de montagne d’Autrans - http://www.festival-autrans.com
- Bansko (Bulgaria) - International Mountain Film Festival in Bansko - http://www.banskofilmfest.com
- Bilbao (Spagna) - Mendi Film Festival - http://www.mendifilmfestival.com
- Braşov (Romania) - Alpin Film Festival - https://alpinfilmfestival.ro/
- Breuil-Cervinia - Valtournenche (Italia) - Cervino CineMountain Festival - http://www.cervinocinemountain.com/
- Domžale - Lubiana (Slovenia) - Festival gorniškega filma - http://www.gorniski.si
- Dundee (Gran Bretagna) - Dundee Mountain Film Festival - http://www.dundeemountainfilm.org.uk/
- Graz (Austria) - Mountainfilm Graz - http://www.mountainfilm.com
- Heerlen (Olanda) - Dutch Mountain Film Festival - https://www.dmff.eu
- Kathmandu (Nepal) - Kathmandu International Mountain Film Festival - http://kimff.org/
- Kendal (Gran Bretagna) - Kendal Mountain Festival - http://www.mountainfest.co.uk/
- Cracovia (Polonia) - Krakow Mountain Festival - http://kfg.pl
- Les Diablerets (Svizzera) - Festival du Film des Diablerets, Montagne-exploits-environnement - http://www.fifad.ch/
- Lugano (Svizzera) - Festival dei Festival - http://www.festival-dei-festival.ch Archiviato il 20 maggio 2016 in Internet Archive.
- Poprad (Slovacchia) - Medzinárodný Festival Horských Filmov Poprad - http://www.mfhf.sk/
- Sondrio (Italia) – SondrioFestival - http://www.sondriofestival.it/
- Tegernsee (Germania) - Tegernsee International Mountain Film Festival - http://www.bergfilm-tegernsee.de
- Telluride (USA) - Mountainfilm - http://mountainfilm.org
- Teplice nad Metují (Repubblica Ceca) - International Mountaineering Film Festival - http://www.horolezeckyfestival.cz Archiviato il 17 aprile 2021 in Internet Archive.
- Torelló (Spagna) - Torelló Mountain Film Festival -  http://www.torellomountainfilm.cat
- Torino (Italia) - Museo Nazionale della Montagna Duca degli Abruzzi - http://www.museomontagna.org
- Trento (Italia) -  Trento Film Festival Montagne e Culture - http://www.trentofestival.it
- Ulju (Corea del Sud) - Ulju Mountain Film Festival - http://umff.kr/eng/
- Ushuaia (Argentina) - Festival Internacional de Cine de Montaña Ushuaia SHH… - http://www.shhfestival.com/
- Wanaka (Nuova Zelanda) - NZ Mountain Film & Book Festival - http://mountainfilm.nz/
- Zakopane (Polonia) - Spotkania z Filmem Górskim / Mountain Film Meetings - https://web.archive.org/web/20190602051039/http://spotkania.zakopane.pl/

Sono membri fondatori i festival di Autrans, Banff, Breuil-Cervinia Valtournenche, Graz, Les Diablerets, Lugano, Torelló, Trento e il Museo Nazionale della Montagna di Torino .
Le Assemblee ordinarie, due volte l’anno, si svolgono presso la sede di uno di uno degli associati.
Dal 2002 assegna il Gran Premio IAMF a persone che grazie al loro impegno e talento hanno cambiato il mondo del cinema di montagna, collaborando alla sua diffusione, valorizzazione e conservazione :
2002 Gerhard Baur; 2003 Leo Dickinson; 2004 Fulvio Mariani; 2005 Jean-Pierre Bailly; 2006 Televisione Svizzera; 2007 Michael Brown; 2008 Sebastián Álvaro; 2009 Lothar Brandler; 2010 Hans-Jürgen Panitz; 2011 Pavol Barabáš; 2012 Ermanno Olmi; 2013 Alastair Lee; 2014 Eric Crosland And Dave Mossop - Sherpas Cinema; 2015 Anne, Erik And Véronique Lapied; 2016 Sender Films; 2017 Gilles Chappaz; 2018 Kurt Diemberger; 2019 Keith Partridge; 2019 Werner Herzog.

## Incarichi
- 2001-2003 - Antonio Cembran presidente, Aldo Audisio coordinatore
- 2003-2006	- Mireille Chiocca presidente, Aldo Audisio coordinatore
- 2006-2012 - Mireille Chiocca presidente, Joan Salarich vicepresidente, Aldo Audisio coordinatore
- 2012-2014 - Joan Salarich presidente, Robin Ashcroft vicepresidente, Aldo Audisio coordinatore
- 2014-2018 - Joan Salarich presidente, Gabriela Kühn vicepresidente, Aldo Audisio coordinatore
- 2018-… - Javier Barayazarra presidente, Roberto De Martin vicepresidente, Marco Ribetti coordinatore

Membri d’onore: Aldo Audisio, Antonio Cembran, Mireille Chiocca, Bernadette McDonald, Valeriana Rosso, Pierre Simoni. 

## Pubblicazioni
Realizzate dall’IAMF attraverso collaborazioni e/o patrocinio:
- Aldo Audisio (a cura di), Dizionario Museomontagna. Cinema delle montagne, 4000 film a soggetto, UTET, Torino 2004.
- Aldo Audisio, Angelica Natta-Soleri (a cura di), Film delle montagne. Manifesti. Priuli & Verlucca, Scarmagno 2008 (edizione bilingue italiano e inglese).
- International Alliance for Mountain Film – Since 2000. IAMF, Torino 2010 (pubblicazione istituzionale, edizioni: italiano e inglese).